# 1629 en littérature
| Années de la littérature : 1626 - 1627 - 1628 - 1629 - 1630 - 1631 - 1632    |
| Décennies de la littérature : 1590 - 1600 - 1610 - 1620 - 1630 - 1640 - 1650 |

Cet article présente les faits marquants de l'année 1629 en littérature.

## Événements
- 26 mars : Descartes s’inscrit à l’Université de Franeker[1]. En octobre, il s'installe à Amsterdam. Il réside aux Provinces-Unies pendant 20 ans[2].

- 6 avril : Tommaso Campanella est libéré de sa prison à Rome ; il gagne la confiance du pape Urbain VIII[3].

- 27 juin : la gazette publiée à Anvers par Abraham Verhoeven devient hebdomadaire sous le titre Wekelijcke Tijdinghe[4],[5].
- 25 décembre : John Milton compose le poème On the Morning of Christ's Nativity (« Ode au matin de la Nativité »), publié en 1645[6].

- Les auteurs français se réunissent régulièrement chez Valentin Conrart (Jean Chapelain, Antoine Godeau, Jean Ogier de Gombauld, Philippe Habert, Claude Malleville, François Le Métel de Boisrobert, Jean Desmarets de Saint-Sorlin, Nicolas Faret, Paul Pellisson, Jacques de Serizay), réunions à l’origine de l’Académie française (1635)[7].

## Parutions
- 27 février : Marc-Antoine Girard de Saint-Amant, Œuvres, Paris, Robert Estienne pour François Pomeray et Toussainct Quinet, 1629 (présentation en ligne) (privilège du roi du 5 février 1629, achevé d'imprimé le 27 février).

- Charles Sorel, Histoire de la monarchie française : où sont descrits les faicts memorables & les vertus heroïques de nos anciens rois, Paris, Claude Morlot, 1629 (présentation en ligne). Deuxième édition : Paris, Louis Boulanger, 1630.

- Publication du Kanjur en mongol ; à la cour de Ligden Khan, un groupe de cinquante traducteurs, sous la direction de Gungaa-Osor, traduit du tibétain le recueil d’origine indienne en trois sections intitulé Tripitaka (œuvres tantriques bouddhiste et commentaires), qui compte plus de cent volumes. La traduction est publiée en manuscrit en 1629, puis édité en xylographie en 1720[8].